# Estrapada

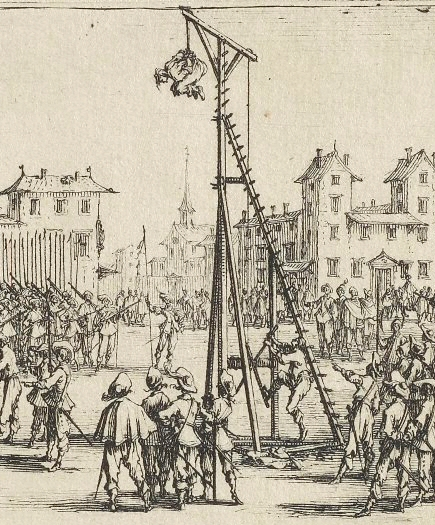
Ús de l'estrapada segons un gravat de Jacques Callot de 1633.

L'estrapada és una modalitat de tortura que consistia a lligar les mans del condemnat a l'esquena, i després d'això, hissar-lo lentament mitjançant una corriola, normalment situada al sostre. Després se'l deixava caure amb violència, però sense que arribés a tocar el sòl. La maniobra solia significar la dislocació de les extremitats superiors del condemnat. Si el pes del cos no fos suficient es podia afegir un pes addicional penjat als peus.

## Història
Va ser un dels tres procediments de tortura més empleats per la Inquisició espanyola juntament amb el «turment de l'aigua» i el «poltre». El turment de l'estrapada consistia a penjar al reu del sostre amb una corriola per mitjà d'una corda lligada als canells i amb pesos lligats als turmells, anar hissant-lo lentament i deixar-lo anar de sobte.
A Itàlia aquesta tortura rebia el nom de tratti di fune, tratto di corda,  strappato o strappado; també es coneixia com a corda. En castellà, estrapada; també garrucha (que vol dir corriola). Hi van ser sotmesos, per exemple, personatges com Maquiavel, o Savonarola abans de ser cremat a la foguera sota l'acusació de ser un heretge. També l'aragonès Jaime de Montesa, abans de ser decapitat per judaitzant.

## Variants de la tortura

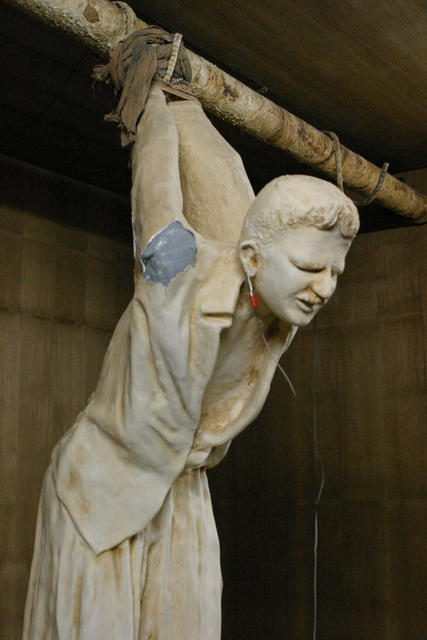
Una escultura que representa un strappado

Hi ha tres variants d'aquesta tortura. En el primer, les víctimes tenen els braços lligats a l'esquena; una gran corda es lliga als canells i es passa sobre una politja, una biga o un ganxo al terrat. El torturador tira sobre aquesta corda fins que la víctima es penja dels braços. Com que les mans estan lligades a l'esquena de la víctima, això provocarà un dolor molt intens i una possible luxació dels braços. A continuació, es recolza el pes total del cos del subjecte. Si bé la tècnica no presenta ferides externes, pot causar danys a llarg termini del nervi, del lligament i tendó. La tècnica provoca normalment lesions del plexe braquial, provocant paràlisi o pèrdua de sensibilitat als braços.
La segona variació, coneguda en anglès com a squassation, és similar a la primera, però s'hi afegeixen una sèrie de caigudes, el que significa que la víctima cau fins que l'acció sigui sobtadament controlada amb la corda. A més del dany causat per la suspensió, la dolorosa estrebada causaria estrès important als braços estesos i vulnerables, donant lloc a un trencament de les espatlles. Es creu que Nicolau Maquiavel (Niccolò Machiavelli) va ser sotmès a aquesta forma de strappado, durant la seva presó l'any 1513 després de, suposadament, conspirar contra la família Medici a Florència.
En la tercera variant, les mans de la víctima estan lligades al davant. La víctima també queda penjada per les mans, però els turmells també estan lligats i se'ls enganxa un pes pesat. Això provocarà dolor i possibles danys no només als braços, sinó també a les cames i malucs.